# Phyllopodopsyllus parafurciger
Phyllopodopsyllus parafurciger is een eenoogkreeftjessoort uit de familie van de Tetragonicepsidae. De wetenschappelijke naam van de soort is voor het eerst geldig gepubliceerd in 1968 door Geddes.